# Villafranca de Ebro (kommunhuvudort)
Villafranca de Ebro är en kommunhuvudort i Spanien.   Den ligger i provinsen Provincia de Zaragoza och regionen Aragonien, i den nordöstra delen av landet, 280 km öster om huvudstaden Madrid. Villafranca de Ebro ligger 176 meter över havet och antalet invånare är 692.
Terrängen runt Villafranca de Ebro är platt åt nordost, men åt sydväst är den kuperad. Villafranca de Ebro ligger nere i en dal. Runt Villafranca de Ebro är det glesbefolkat, med 16 invånare per kvadratkilometer. Närmaste större samhälle är Fuentes de Ebro, 7,1 km söder om Villafranca de Ebro. Trakten runt Villafranca de Ebro består till största delen av jordbruksmark.